# سنت. ماریس (اوهایو)
سنت. ماریس(به انگلیسی: St. Marys) شهری در ایالت اوهایو کشور ایالات متحده آمریکا است که جمعیت آن در سرشماری سال ۲۰۱۰ میلادی، ۸٬۳۳۲ نفر بوده‌است.

## نگارخانه

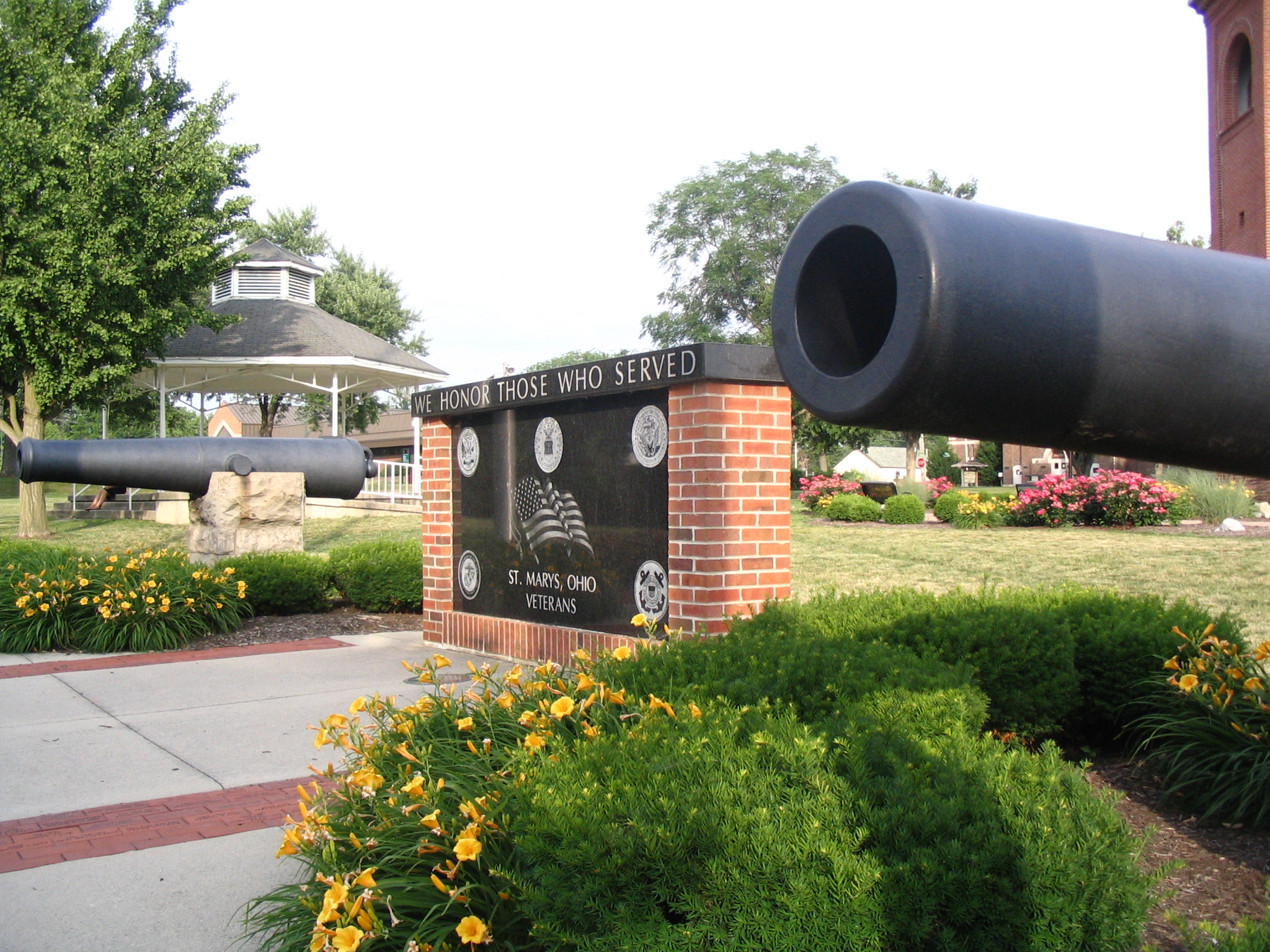
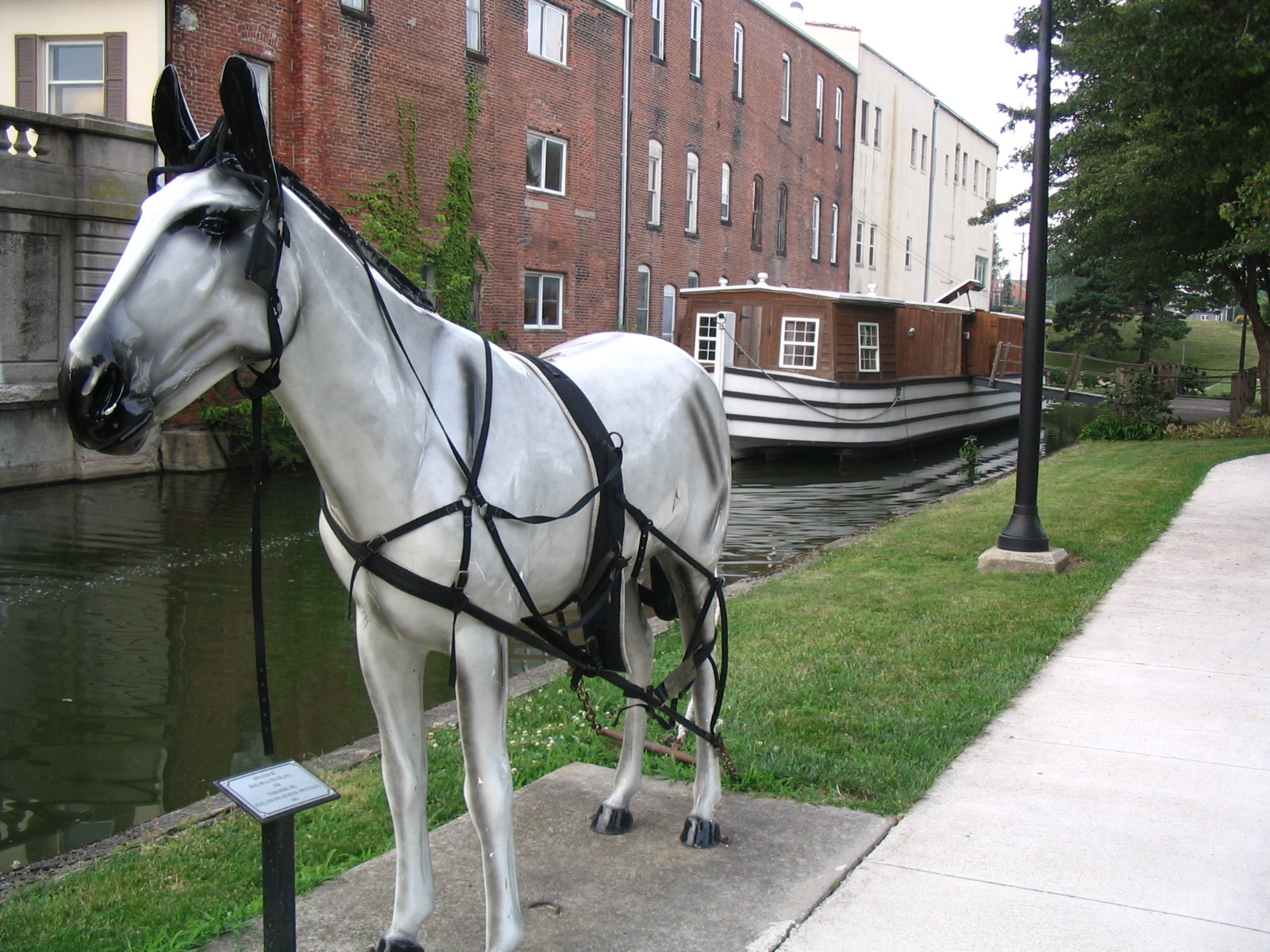
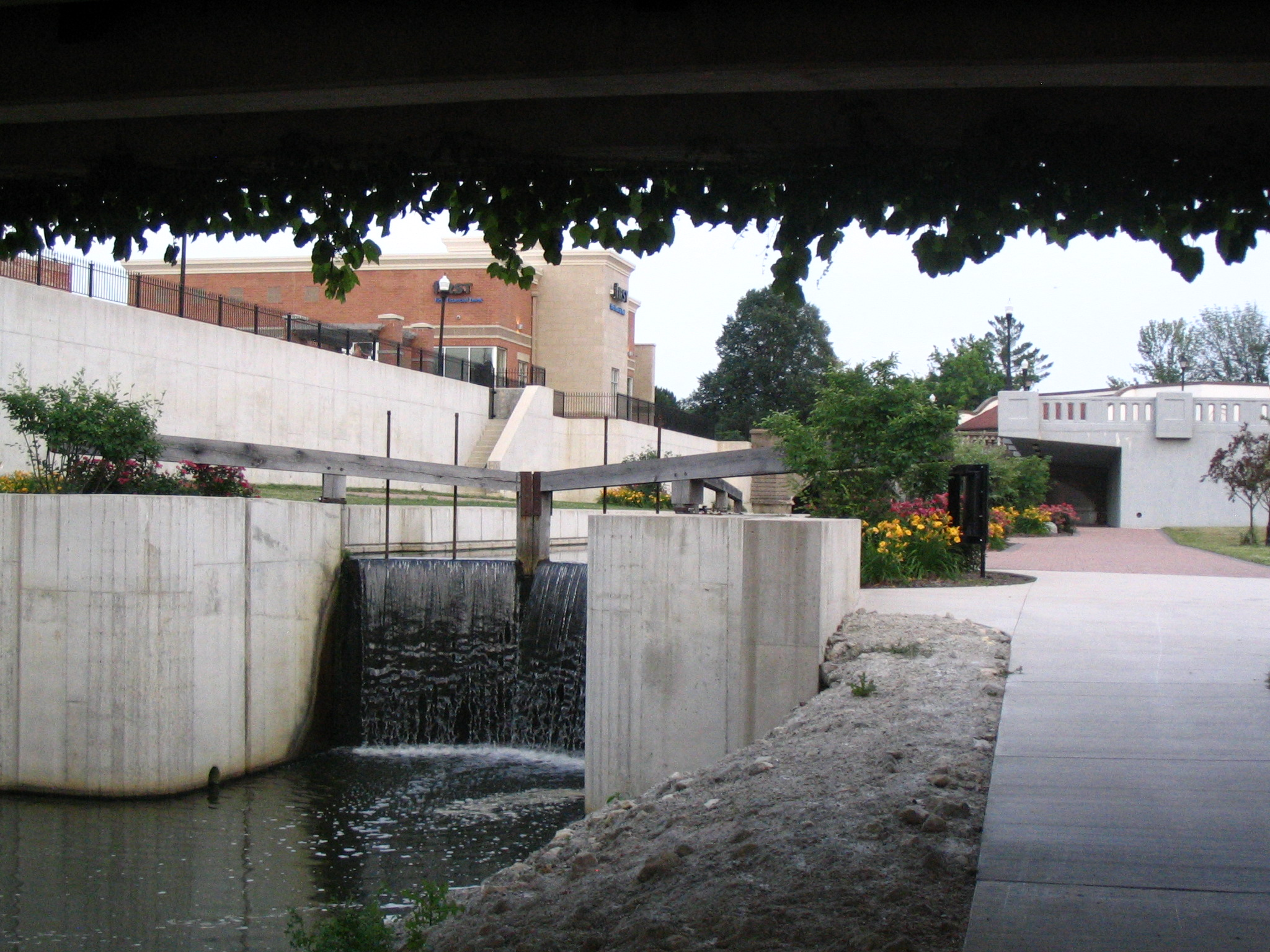
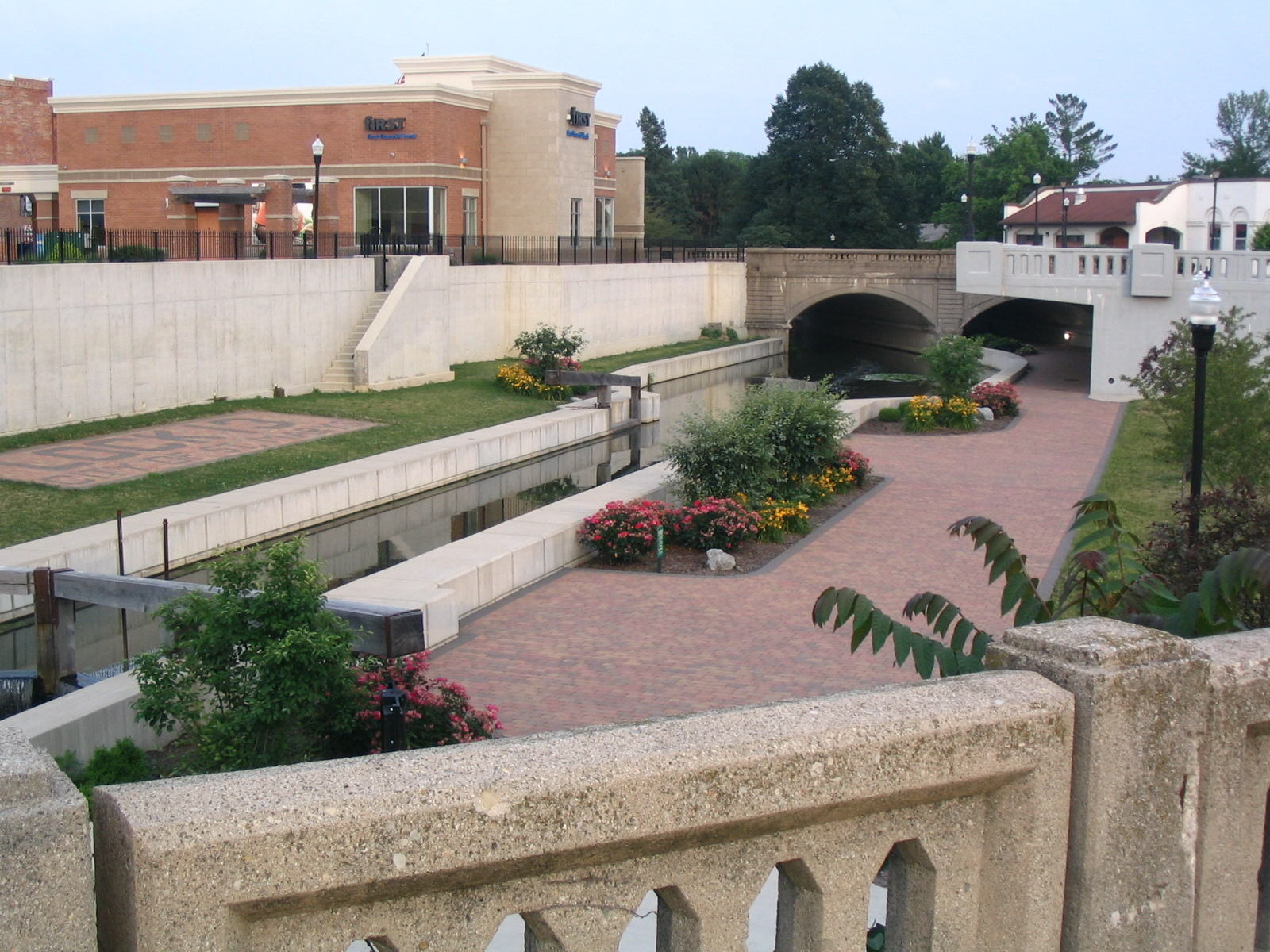